# Belintersat 1
Belintersat-1 è un satellite geostazionario, con scopi telecomunicativi, costruito dalla Chinese Aerospace Scienze And Technology per il governo bielorusso. È stato lanciato il 16 gennaio 2016 dal Centro spaziale di Xichang con il razzo cinese Lunga Marcia CZ-3B/E.
Lo scopo del satellite è quello di garantire maggior copertura di internet, segnale tv e radio alla Bielorussia.